# Górnośląskie Koleje Wąskotorowe

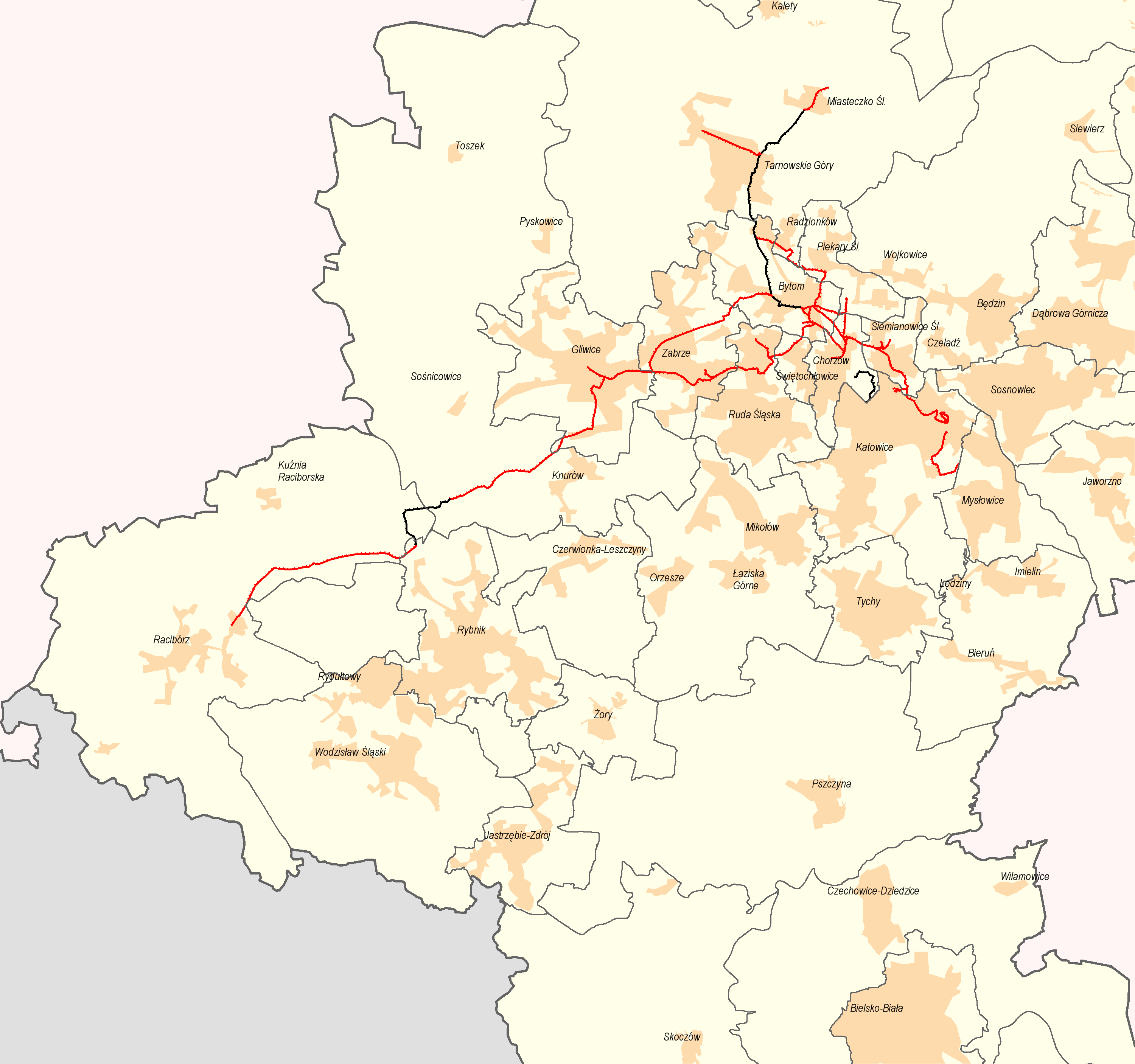
Wąskotorowe linie kolejowe na Górnym Śląsku; na czarno oznaczone odcinki czynne, na czerwono – nieczynne i zlikwidowane

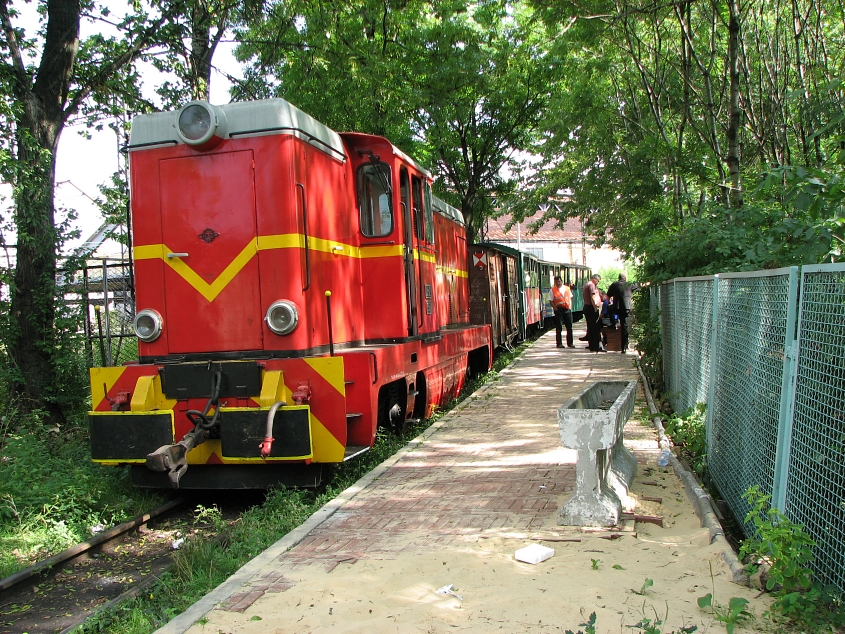
Pociąg Górnośląskich Kolei Wąskotorowych na stacji Bytom Wąsk. (lokomotywa Lxd2)

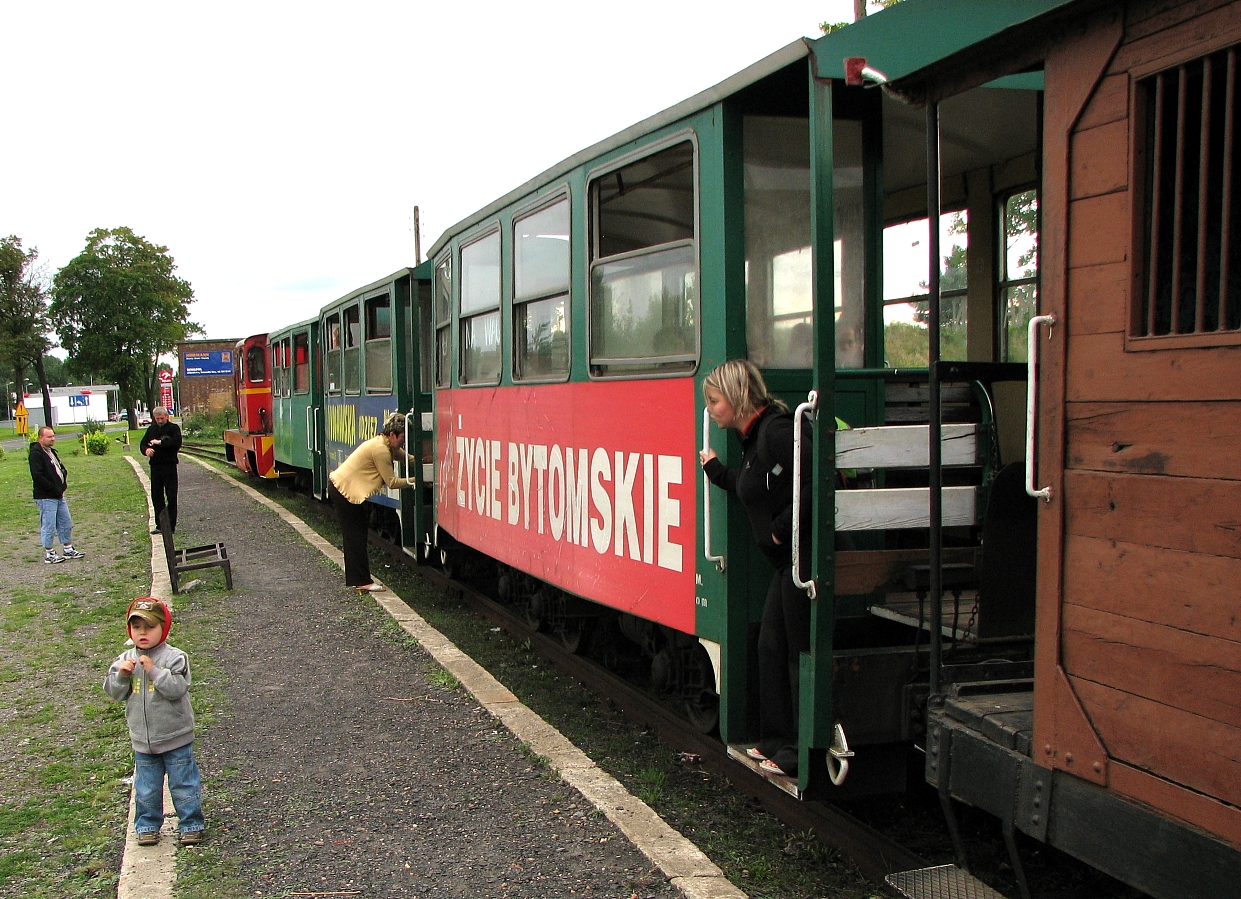
Pociąg Górnośląskich Kolei Wąskotorowych na stacji w Miasteczku Śląskim

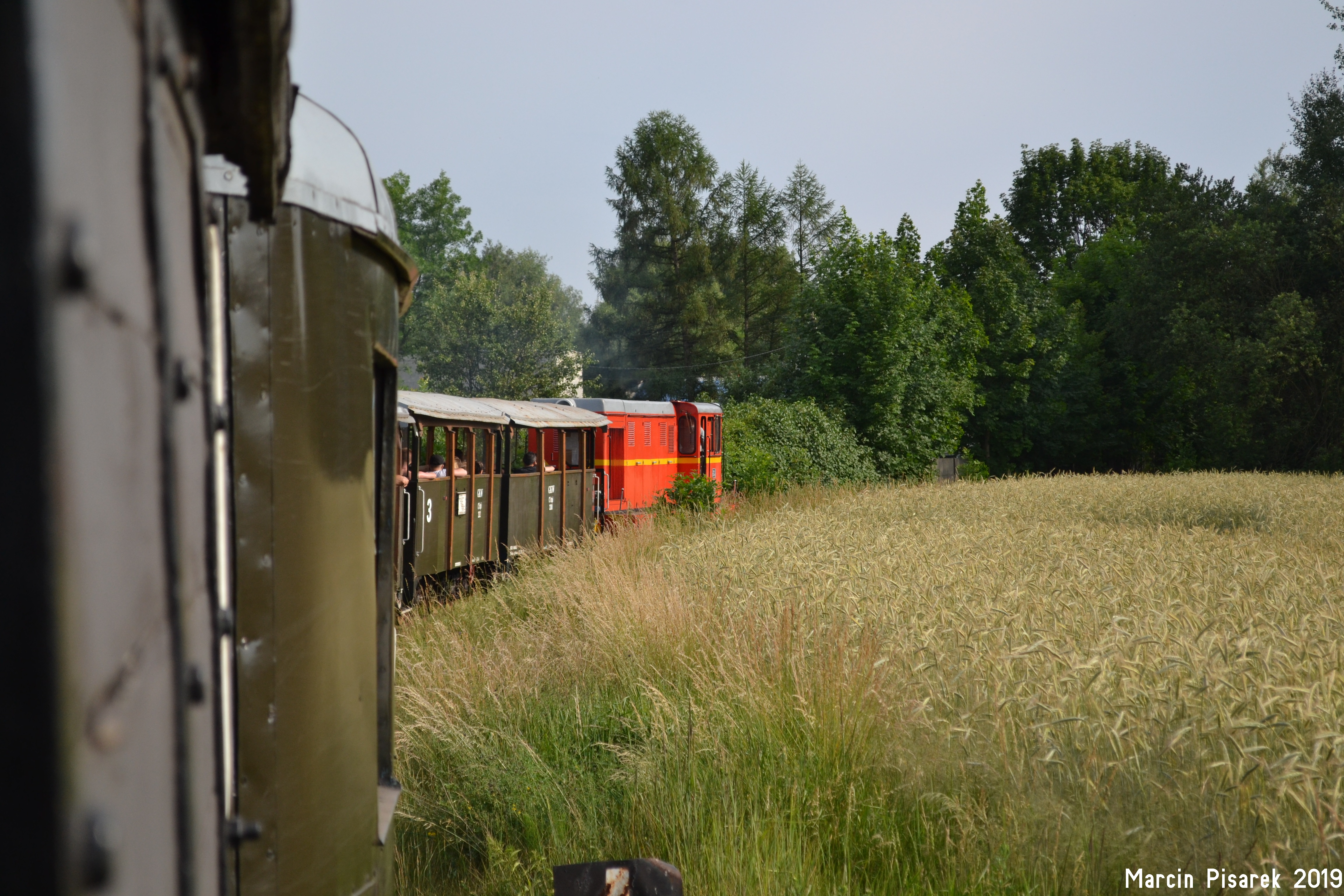
Pociąg Górnośląskich Kolei Wąskotorowych W-14 relacji Miasteczko Śląskie Wąsk.-Bytom Wąsk.

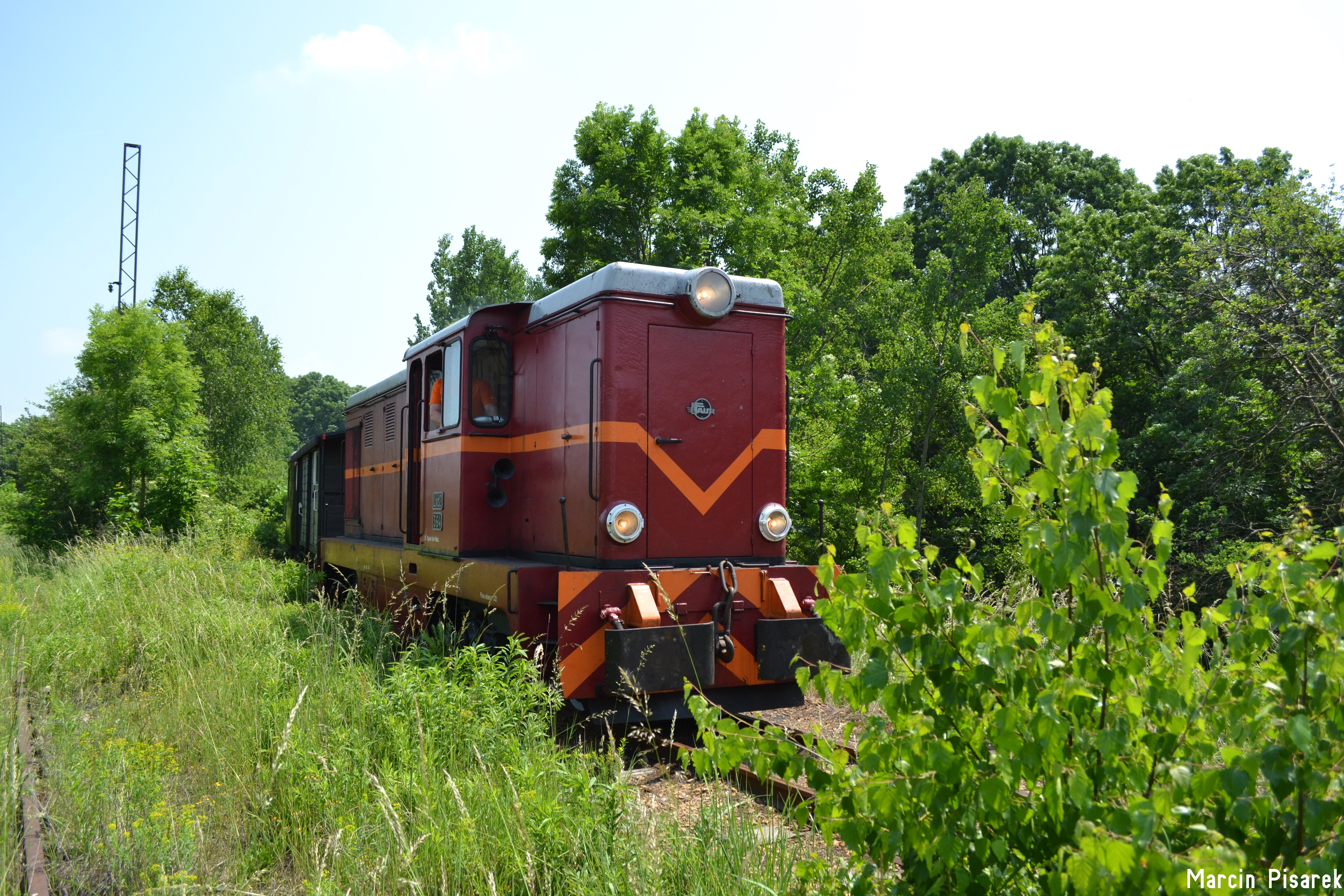
Pociąg GKW Induexpress opuścił przystanek Bytom Wąskotorowy i zmierza w kierunku EC Szombierki.

Górnośląskie Koleje Wąskotorowe (GKW, miejscowa nazwa rosbanka, niem. Oberschlesische Schmalspurbahnen (OSSB)) – publiczna sieć kolei wąskotorowych o prześwicie toru 785 mm, uruchomiona w połowie XIX wieku, służąca pierwotnie głównie do transportu surowców i półproduktów między zakładami przemysłowymi Górnośląskiego Okręgu Przemysłowego. Obecnie Górnośląskie Koleje Wąskotorowe funkcjonują jako kolej turystyczna na części dawnej sieci o długości 21 km, pomiędzy Bytomiem a Miasteczkiem Śląskim.

## Przeznaczenie
Ich powstanie w połowie XIX wieku zostało uwarunkowane niewydolnością ówczesnego systemu transportu towarów, który opierał się na drogowym przewozie konnym (przez tzw. wekturantów). W naturalny sposób GKW łączyły ze sobą autonomiczne wąskotorowe koleje wewnątrzzakładowe poszczególnych kopalń, hut i innych fabryk. Niezależnie od GKW, poszczególne przedsiębiorstwa tworzyły własne linie i sieci kolejowe, np. linia Gliwice Trynek – Rudy – Racibórz, czy sieć kolei łącząca zakłady koncernu Giesches Erben w rejonie Szopienic. Większość prywatnych kolei miała zapewnione połączenie z siecią publicznych GKW. Niektóre z nich, jak np. linię Gliwice Trynek – Rudy – Racibórz zostały organizacyjnie przyłączone po II wojnie światowej do Górnośląskich Kolei Wąskotorowych Polskich Kolei Państwowych.
Górnośląskie Koleje Wąskotorowe pełniły funkcję kolei znaczenia miejscowego, tj. większość ładunków była nadawana do i ze stacji w obrębie własnej sieci. Z wyjątkiem typowo pasażersko-towarowej linii Gliwice Trynek – Rudy – Racibórz, GKW w zasadzie nie służyły transportowi osób. Incydentalne przypadki przewozów pasażerskich miały miejsce zaraz po II wojnie światowej między Katowicami a Tarnowskimi Górami oraz w pewnych okresach między oddziałami zakładów przemysłowych. Na linii rudzkiej do 1991 roku prowadzono regularne przewozy pasażerskie między Gliwicami a Rudami i Raciborzem. W latach 70. XX wieku uruchomiono próbnie rozkładowe pociągi turystyczne łączące Bytom z Zalewem Nakło-Chechło w Miasteczku Śląskim. Szybko z nich zrezygnowano, najprawdopodobniej z uwagi na odbywający się operatywnie intensywny ruch towarowy kolidujący z ruchem pasażerskim wymagającym regularnego rozkładu jazdy oraz wyjątkowo duże zainteresowanie przewyższające zdolność przewozową. Do pomysłu powrócono w 1993 roku, kiedy ponownie uruchomiono połączenie turystyczne na tej samej trasie. Wkrótce relację wydłużono aż do Siemianowic Śląskich. Obecnie GKW funkcjonują tylko jako kolej turystyczna. Uważane są za najstarszą nieprzerwanie funkcjonującą kolej wąskotorową na świecie.
Na kolei przyjęto w 1846 roku typowy prześwit toru 785 mm (30 cali pruskich). Należy odnotować, że oprócz publicznych i prywatnych kolei wąskotorowych oraz połączonych z nimi bocznic i kolei wewnątrzzakładowych o prześwicie 785 mm, na Górnym Śląsku istniały też koleje wąskotorowe o innym prześwicie. Służyły transportowi wewnątrzzakładowemu (na zwałowiska odpadów, w cegielniach itp.) lub jako naziemne koleje górnicze obsługujące prawie każdy wydobywczy lub materiałowy szyb kopalniany. Najczęściej spotykane prześwity to: 600 mm, 630 mm, 800 mm, 900 mm, 1050 mm. Nierzadko jeden zakład posiadał kilka systemów wąskotorowych o różnych szerokościach toru. Ponadto w Wojewódzkim Parku Kultury i Wypoczynku w Chorzowie zbudowano wąskotorową kolej parkową. Nie były one połączone z siecią GKW.

## Historia
Pierwsze rozmowy dotyczące budowy sieci międzyzakładowej podjęto w 1843 roku. Utworzono następnie Towarzystwo Kolei Górnośląskiej, które 24 marca 1851 rok otrzymało państwową koncesję na budowę dwóch głównych linii kolei, początkowo konnej. Pierwotna sieć zbudowana została w latach 1854–1857. W latach 1851–1852 powstało kilka oddzielnych odcinków między zakładami przemysłowymi, o łącznej długości 35 km. W latach 1854–1857 zbudowano dwa podstawowe odcinki: Tarnowskie Góry – Wirek (25 km) i Bytom Karb – Bogucice – Huta Kunegunda (15 km), przez co powstała zorganizowana sieć łącznej długości ok. 75 km. Poszczególne odcinki oddawano sukcesywnie i za datę uruchomienia Górnośląskich Kolej Wąskotorowych przyjmuje się 1854 rok. Przewożono wówczas ok. 250 tys. ton towarów rocznie. Powstała następnie trzecia linia główna łącząca Rozbark z Chebziem. Pierwsze parowozy na głównych liniach wprowadzono w 1855 roku, a rok później było ich 10, przy tym prowadzono nadal także ruch konny. Od 1860 roku sieć kolejowa była dzierżawiona przez Rudolfa Pringsheima, który przejściowo wycofał parowozy i pozostawił tylko trakcję konną. W 1870 roku przewozy przekroczyły  1 mln ton, a w 1872 roku powróciła na kolej trakcja parowa. 1 marca 1884 koleje górnośląskie zostały upaństwowione przechodząc na własność Królestwa Prus. Były dalej rozbudowane przez państwowy zarząd kolejowy (KPEV), podlegając Wydziałowi Kolei Wąskotorowej w powołanej w 1895 roku dyrekcji kolei w Katowicach. Pod koniec 1895 roku uruchomiono połączenie Makoszowów z Gliwicami i portem Kanału Kłodnickiego. Sieć łączyła wszystkie znajdujące się w jej zasięgu zakłady przemysłu metali nieżelaznych, kopalnie węgla i dolomitu oraz niektóre huty żelaza. Ponadto w latach 1899–1900 przedsiębiorstwo tramwajowe zbudowało niezależną prywatną linię Gliwice Trynek – Rudy – Racibórz (48 km), na której uruchomiono ruch pasażerski. W 1901 roku długość państwowych linii kolei wąskotorowej sięgnęła ponad 138 km linii głównych i prawie 30 km linii bocznych, a 163 bocznice prywatne i tory wewnątrzzakładowe miały długość 205 km. Kolej miała 51 parowozów i 3693 wagonów towarowych, nie licząc taboru prywatnego, a na niewielkich odcinkach odbywał się nadal jeszcze ruch konny. W 1904 wielkość przewozów wynosiła prawie 3,8 mln. ton. System Górnośląskich Kolei Wąskotorowych został rozdzielony w kilku miejscach granicą państwową w konsekwencji przyznania części Górnego Śląska Polsce w 1922 r. Jako że zarząd, warsztaty naprawcze i główne węzły pozostały w Bytomiu w granicach Niemiec, konieczna okazała się budowa dodatkowych odcinków łączących północną, wschodnią i południową część sieci po polskiej stronie w okresie międzywojennym. W odróżnieniu od większości kolei wąskotorowych zarządzanych wówczas przez samorządy lokalne GKW znalazły się wówczas pod państwowymi zarządami kolejowymi Rzeszy Niemieckiej (DR) i Polski (PKP).
Po 1945 roku, w konsekwencji przesunięcia granicy Polskiej na zachód, Górnośląskie koleje Wąskotorowe (które w okresie II wojny światowej ponownie scalono pod zarządem niemieckim), a także linię Gliwice Trynek – Racibórz (na której prowadzony był do 1991 roku regularny ruch pasażerski) połączono pod zarządem PKP. GKW były kluczowym elementem lokalnego systemu transportowego w miastach GOP, a sieć  obejmowała trójkątny obszar sięgający po miejscowości Żyglin i Bibiela na północy, Racibórz na południowym zachodzie, Mysłowice na południowym wschodzie. W szczytowym okresie rozwoju w połowie XX wieku sieć liczyła 233 km długości. GKW łączyły setki kopalń, hut, fabryk i elektrowni aglomeracji, służąc lokalnemu transportowi ładunków masowych, a w szczytowym okresie przewozów w latach 1950–1970 masa ładunków przewożonych rocznie przez GKW wynosiła 5-6 milionów ton.
W okresie przemian ustrojowych po 1989 roku PKP stopniowo zrezygnowały z obsługi kolei wąskotorowych i przystąpiły do ich likwidacji. Na koniec 1999 roku długość eksploatacyjna sieci wynosiła tylko 40 km. Na mocy ustawy o restrukturyzacji PKP zaistniała jednak możliwość nieodpłatnego przejęcia ich majątku przez gminy. Skorzystały z niej w 2002 roku miasta Bytom, Tarnowskie Góry i Miasteczko Śląskie, a także Kuźnia Raciborska i Racibórz (w przypadku dwóch ostatnich gmin był to precedens, jako że na ich terenie od 1996 roku nie było czynnych szlaków). W 2003 roku GKW obchodziły 150-lecie istnienia.
Do dziś pozostała czynna tylko jedna, najstarsza linia historyczna (Bytom Wąskotorowy – Tarnowskie Góry Wąskotorowe – Miasteczko Śląskie Wąskotorowe) z regularnym ruchem turystycznym, o długości 21 km, której operatorem jest Stowarzyszenie Górnośląskich Kolei Wąskotorowych. Zespół kolei wąskotorowej figuruje w gminnych ewidencjach zabytków każdego z tych miast
Ponadto ruch prowadzony jest na fragmencie dawnej kolei Gliwice Trynek – Racibórz w rejonie czynnego skansenu kolejowego na stacji Rudy, zarządzanego przez jednostkę gminy Kuźnia Raciborska. W 2019 roku kolej przewiozła 20,7 tysiąca pasażerów, a w 2020 roku 19,6 tysiąca.